# NGC 5596
NGC 5596 is een lensvormig sterrenstelsel in het sterrenbeeld Ossenhoeder. Het hemelobject werd op 1 mei 1785 ontdekt door de Duits-Britse astronoom William Herschel.

## Synoniemen
- UGC 9208
- KUG 1420+373
- MCG 6-32-10
- ZWG 192.7
- MK 470
- NPM1G +37.0433
- PGC 51355